# Iglesia de San Martín de Tours (Morata de Jiloca)
La iglesia de San Martín de Tours de Morata de Jiloca es un templo parroquial católico con características que la hacen muy singular dentro de la arquitectura español. A nivel eclesiástico pertenece al arciprestazgo de Calatayud, dentro de la diócesis de Tarazona.
Se trata de una iglesia-fortaleza mudéjar aragonés de nave única de dos tramos cubierta con bóveda de crucería y capillas laterales entre los contrafuertes. Su testero es recto y compartimentado en tres capillas. Su carácter defensivo se refuerza por la presencia de una tribuna sobre las naves laterales, abierta al exterior por una galería de arquillos de época posterior, y dos torres-contrafuerte a los pies de la nave, sólo una destacada en altura.
Exteriormente destaca su monumental fachada, donde la portada gótica aparece enmarcada por un gran alfiz cuyas enjutas se decoran con diversos motivos realizados en cerámica vidriada como estrellas, cruces y discos. Este tipo de decoración distribuida en dos registros enmarcados por fajas de esquinillas se extiende por toda la fachada e incluso bajo la galería de arquillos, donde se combina con otros motivos realizados en ladrillo resaltado como arcos mixtilíneos.
Esta fachada, construida a principios del siglo XV como la mayor parte de la iglesia, es uno de los ejemplos más ricos y mejor conservados de decoración mudéjar.

## Galería de imágenes

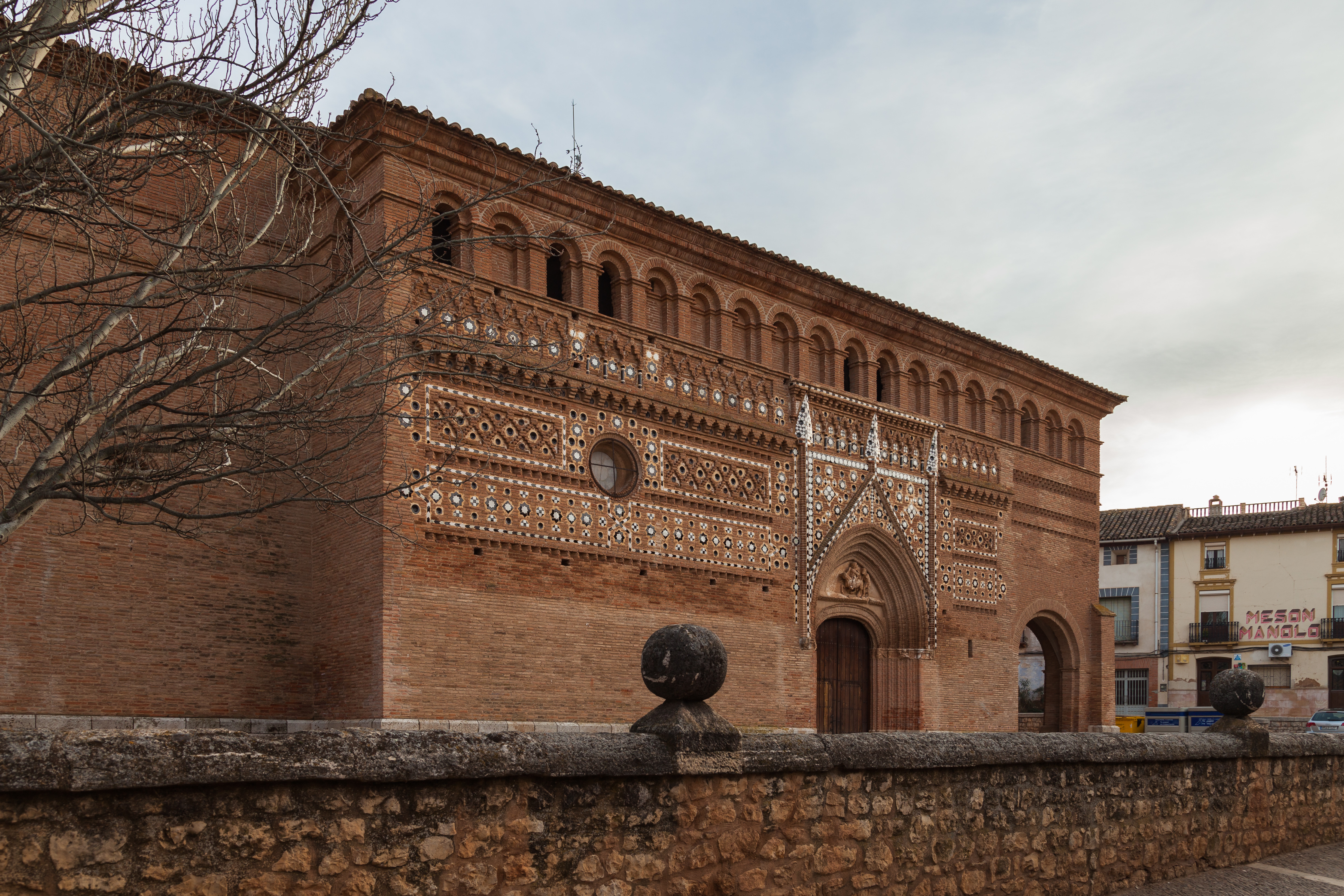
Pórtico de la iglesia de San Martín de Tours.
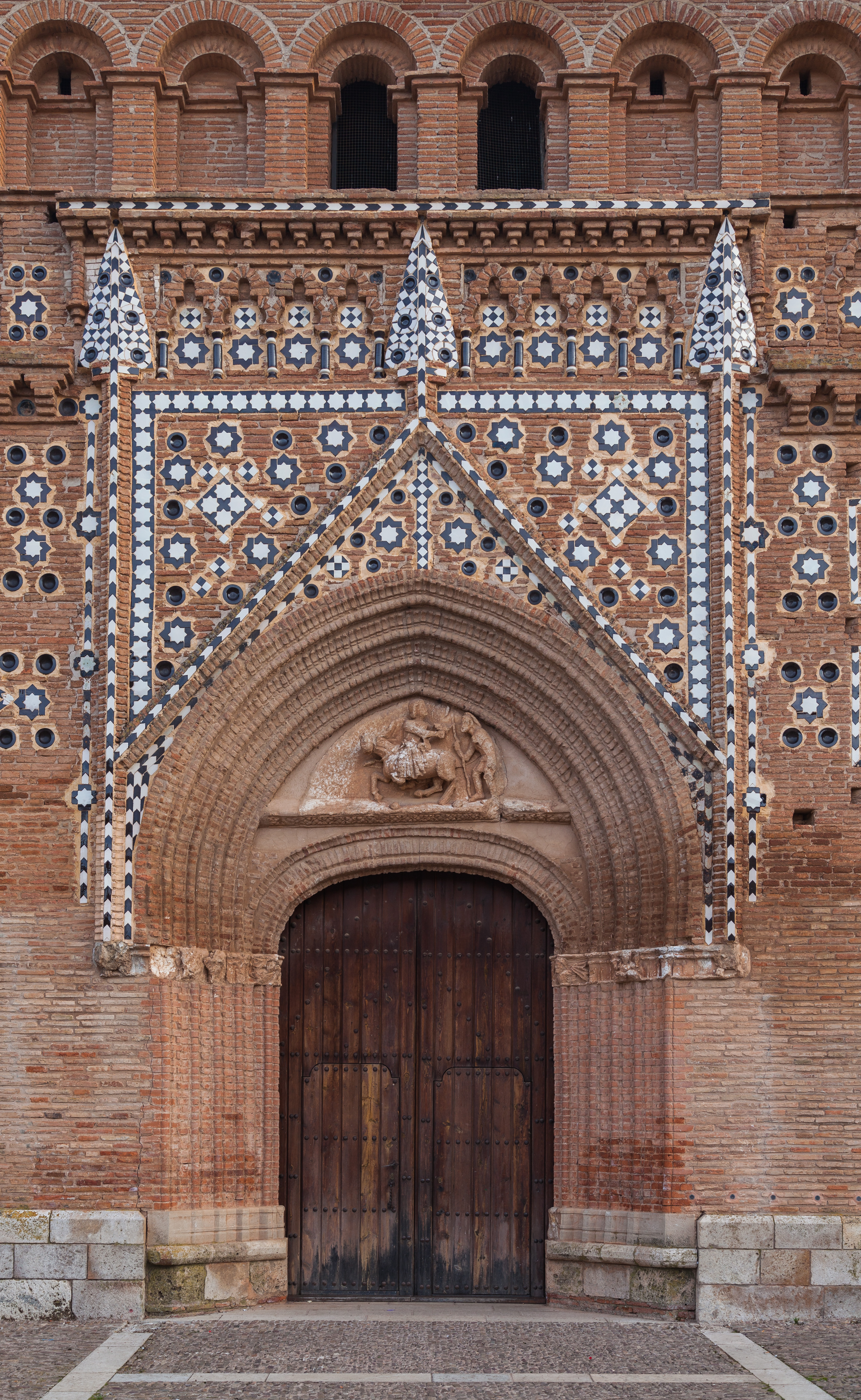
Pórtico de la iglesia.
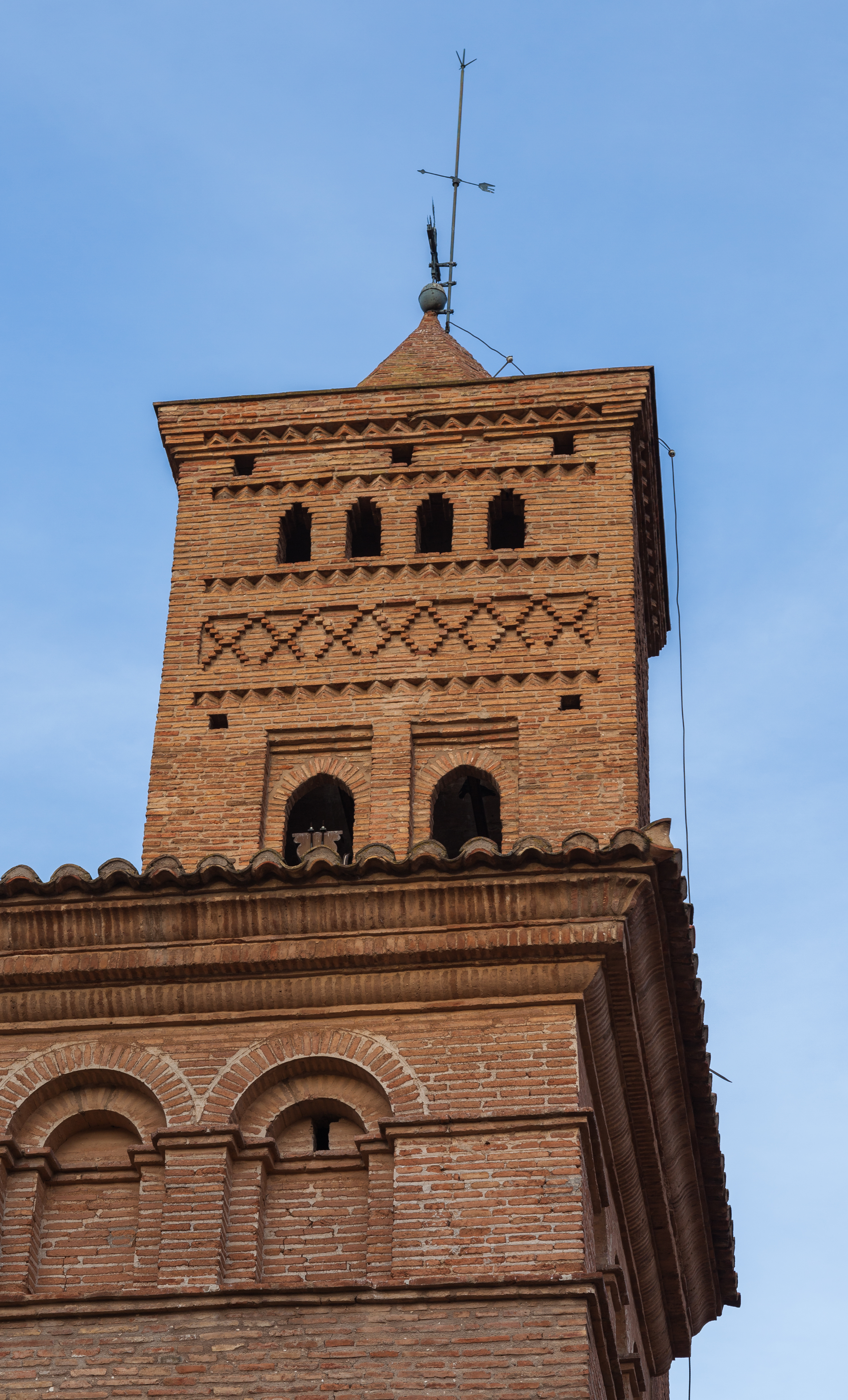
Campanario.
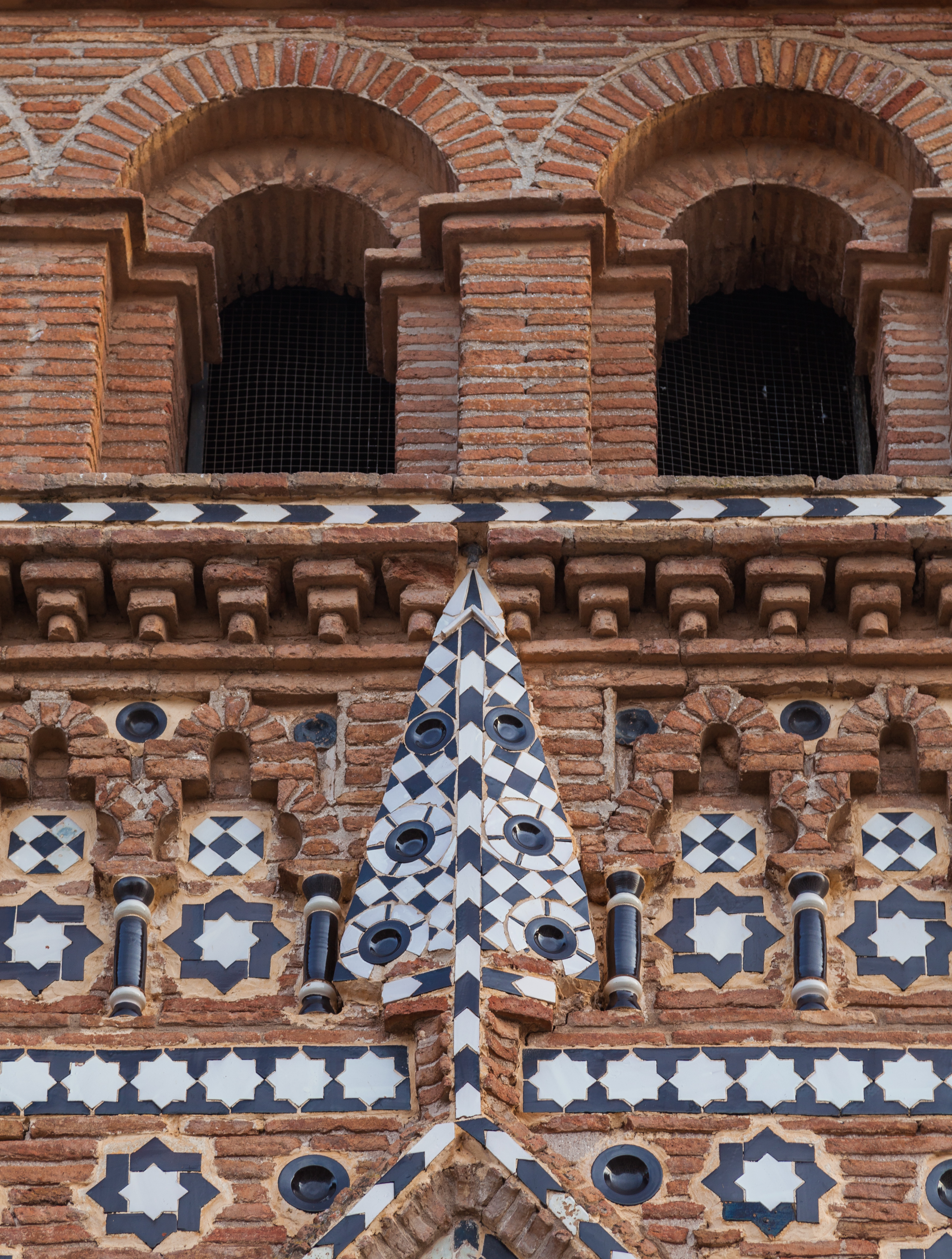
Detalle del pórtico.